# Пистиччи
Пистиччи (итал. Pisticci) — коммуна в Италии, расположена в регионе Базиликата, подчиняется административному центру Матера.
Население составляет 17 855 человек (на 2004 г.), плотность населения составляет 77 чел./км². Занимает площадь 231 км². Почтовый индекс — 75015. Телефонный код — 0835.
Покровителем населённого пункта считается San Rocco. Праздник ежегодно празднуется 16 августа.